# Georg von Cotta

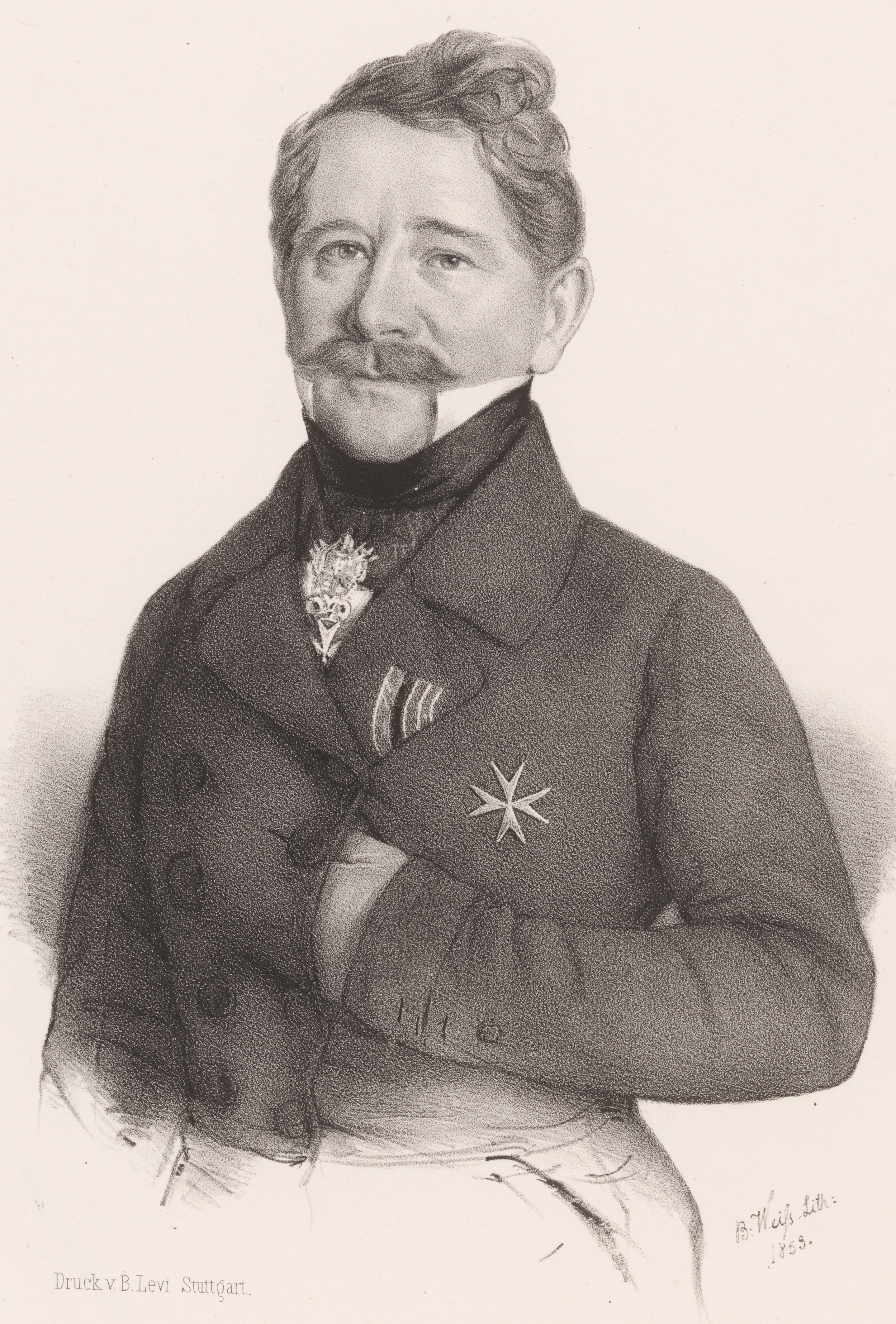
Johann Georg Cotta von Cottendorf, Lithographie, 1859

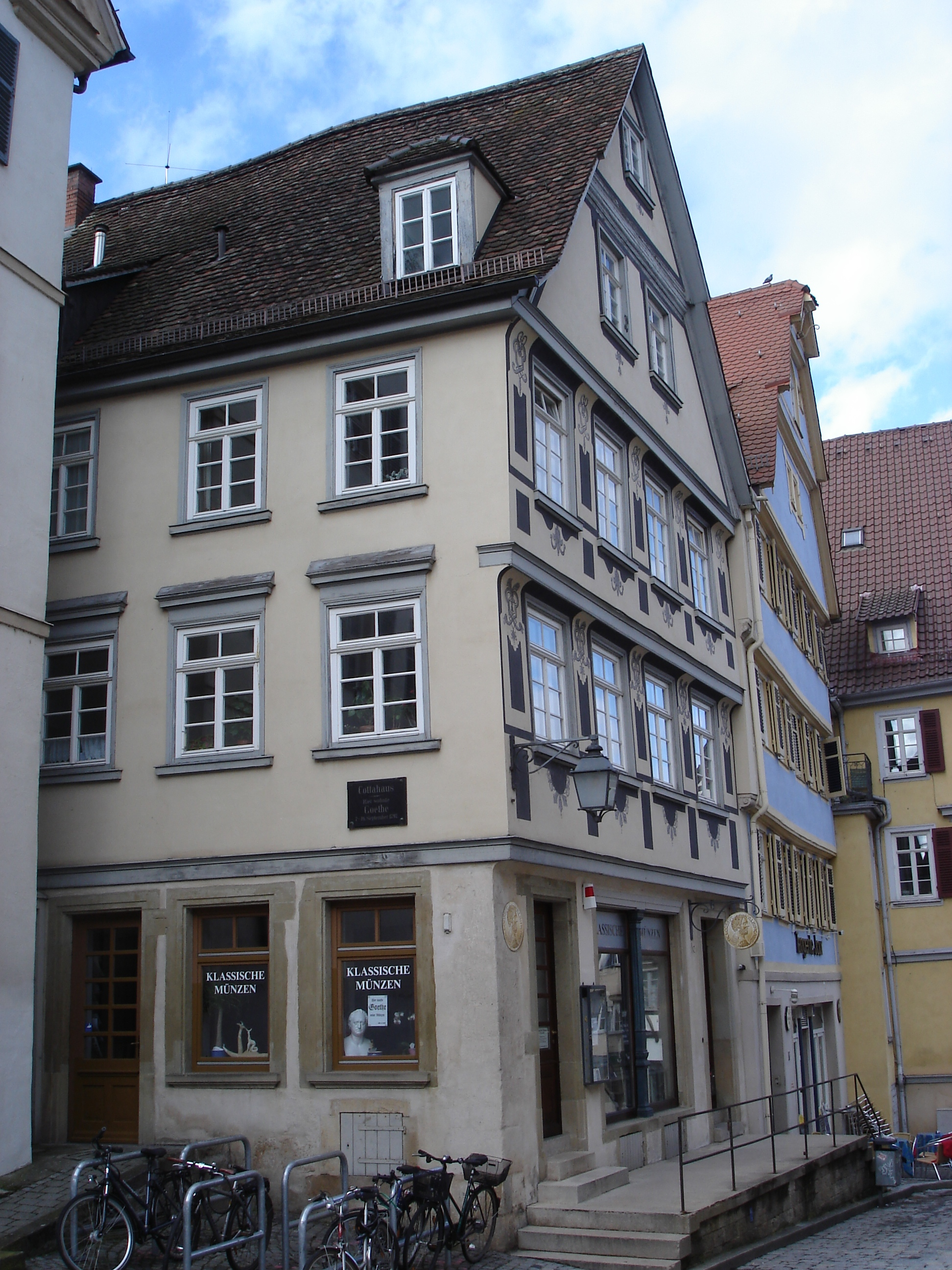
Geburtshaus von Georg von Cotta

Johann Georg Freiherr Cotta von Cottendorf (* 19. Juli 1796 in Tübingen; † 1. Februar 1863 in Stuttgart) war ein deutscher Verleger und Politiker.

## Leben und verlegerisches Wirken
Cotta von Cottendorf wurde als Sohn von Wilhelmine und Johann Friedrich Cotta geboren und begann 1815 bis 1817 in Göttingen, Heidelberg und Tübingen ein Studium der Philosophie, Ästhetik und politischen Wissenschaften, schloss es aber krankheitsbedingt nicht ab. Erst 1819 war er gesund genug, eine berufliche Tätigkeit aufzunehmen. Anfangs erwog er eine diplomatische Laufbahn als Sekretär des Freiherrn Karl August von Wangenheim. Dann begleitete er August Heinrich von Trott zu Solz nach Wien zu den Verhandlungen über die Schlussakte des Deutschen Bundestages. 1821 schied Cotta als Legationsrat aus dem diplomatischen Dienst aus, um dem Verlagshaus seines Vaters zur Verfügung zu stehen.
Ab 1824 redigierte er für vier Jahre gemeinsam mit seinem Vater das „Morgenblatt für gebildete Stände“ und übernahm nach und nach die Aufgaben des Vaters. Nach dessen Tod 1832 übernahm er zusammen mit seinem Schwager Hermann von Reischach das Familienunternehmen und stand ihm 30 Jahre lang vor. Er war Gründer und Redakteur der Deutschen Vierteljahrsschrift.
Die Firmen Göschen aus Leipzig und die Vogelsche Bibelanstalt aus Landshut gingen im Verlag Cotta auf. Cotta gewann für den Verlag u. a. folgende neue Autoren: Nikolaus Lenau, Eduard Mörike, Gottfried Kinkel, Ferdinand Freiligrath, Franz von Dingelstedt, Friedrich Hebbel, Annette von Droste-Hülshoff, Karl Simrock, Emanuel Geibel und Heinrich Heine.

## Politik
1820 sowie von 1833 bis 1849 gehörte er als Vertreter der Ritterschaft des Schwarzwaldkreises der Zweiten Kammer des Württembergischen Landtags an. 1848 war er Mitglied des Vorparlaments.

## Ehrungen
Am 31. Dezember 1828 wurde ihm von Ludwig I. das Ritterkreuz des Verdienstordens der Bayerischen Krone verliehen.
Nach ihm benannt sind die Pflanzengattungen Cottea Kunth aus der Familie der Süßgräser (Poaceae) und Cottendorfia Schult.f. aus der Familie der Bromeliengewächse (Bromeliaceae).